# 韓国を輝かせた100名の偉人たち

「韓国を輝かせた100名の偉人たち」レコードのロゴ

「韓国を輝かせた100人の偉人たち」（かんこくをかがやかせた100にんのいじんたち、朝: 한국을 빛낸 100명의 위인들）は、朴文榮（박문영、パク・ムニョン）が作詞作曲した楽曲（1991年）。小学校の授業などで歌われている。

## 歌詞
名が号や字で代替されたり、両方が併記されている者もいる。

### 登場する偉人
登場順
| - 1. 檀君 - 2. 東明聖王 - 3. 温祚王 - 4. 赫居世居西干 - 5. 好太王（広開土大王） - 6. 異斯夫 - 7. 百結（百結先生） - 8. 義慈王 - 9. 階伯 - 10. 金官昌 - 11. 金庾信（『三国史記』金庾信列伝によると、金庾信は中国黄帝の子・少昊の子孫である） - 12. 文武王（『大唐故金氏夫人墓銘』『文武王陵碑』などによると、文武王は匈奴の子孫である） - 13. 元暁 - 14. 慧超 - 15. 張保皐 - 16. 大祚栄（渤海高王） - 17. 姜邯賛 - 18. 徐熙（ko:서희） - 19. 鄭仲夫 - 20. 崔茂宣 - 21. 林椿（임춘） - 「竹林の七賢」 - 22. 呉世才 - 「竹林の七賢」 - 23. 李仁老（이인로） - 「竹林の七賢」 - 24. 趙通 - 「竹林の七賢」 - 25. 皇甫抗 - 「竹林の七賢」 - 26. 李湛之 - 「竹林の七賢」 - 27. 咸淳 - 「竹林の七賢」 - 28. 金富軾 - 29. 知訥 - 30. 義天 - 31. 李従茂 - 32. 鄭夢周 - 33. 文益漸 - 34. 崔冲 - 35. 一然 - 36. 崔瑩 - 37. 黄喜 - 38. 孟思誠 - 39. 蔣英実 - 40. 申叔舟 - 41. 韓明澮 - 42. 李珥 - 43. 李滉 - 44. 申師任堂 - 45. 郭再祐 - 46. 趙憲 - 47. 金時敏 - 48. 李舜臣 - 49. 李成桂（太祖） - 「太定太世文端世」(李氏朝鮮初期の七王) - 50. 定宗 - 「太定太世文端世」 | - 51. 太宗 - 「太定太世文端世」 - 52. 世宗 - 「太定太世文端世」 - 53. 文宗 - 「太定太世文端世」 - 54. 端宗 - 「太定太世文端世」 - 55. 世祖 - 「太定太世文端世」 - 56. 成三問 - 「死六臣」 - 57. 朴彭年 - 「死六臣」 - 58. 河緯地 - 「死六臣」 - 59. 李塏（이개）- 「死六臣」 - 60. 兪応孚- 「死六臣」 - 61. 柳誠源 - 「死六臣」 - 62. 金時習 - 「生六臣 (생육신)」 - 63. 元昊 - 「生六臣」 - 64. 李孟専（이맹전）- 「生六臣」 - 65. 趙旅 - 「生六臣」 - 66. 成聃壽 - 「生六臣」 - 67. 南孝温 - 「生六臣」 - 68. 論介 - 69. 権慄 - 70. 洪吉童 - 71. 林巨正 - 72. 洪翼漢 - 「三学士」 - 73. 尹集 - 「三学士」 - 74. 呉達済 - 「三学士」 - 75. 朴文秀 - 76. 韓石峰 - 77. 金弘道 - 78. 金炳淵 - 79. 金正浩 - 80. 英祖 - 81. 正祖 - 82. 丁若鏞 - 83. 全琫準 - 84. 金大建 - 85. 黄真伊 - 86. 洪景来 - 87. 金玉均 - 88. 安重根 - 89. 李完用 - 「乙巳五賊」 - 90. 尹東柱 - 91. 池錫永（지석영） - 92. 孫秉煕 - 93. 柳寛順 - 94. 安昌浩 - 95. 方定煥 - 96. 李守一（이수일）- 小説『長恨夢 (장한몽)』の主人公 - 97. 沈順愛（심순애）- 小説『長恨夢』のヒロイン - 98. 金斗漢 - 99. 李箱 - 100. 李仲燮 |

### 混乱が生じる可能性のある要素
- 曹渓宗（チョゲチョン）と天台宗（チョンテジョン）はいずれも韓国仏教の宗派であり、人名ではない。知訥は曹渓宗の中興の祖[10]、義天は高麗天台宗の開祖[11]。
- 孟思誠（メン・サソン）は人名であり、直前に出てくる黄喜を修飾する語句ではない。
- 趙憲（チョ・ヒョン）は、後に続く金時敏の修飾語句ではなく、郭再祐とともに文禄・慶長の役（倭乱）のときの義兵長であった人物である[12]。
- 烏竹軒（オジュコン）は申師任堂とその息子である李珥を生んだ家の遺跡であり[13]、人名ではない。
- 死六臣と生六臣は、それぞれ6人である。
- 三学士は3人で構成されており、ひとりの個人の名ではない。
- 「ジュリ (주리)」は、李滉が発展させた主理論（儒教の性理学）のことであり[14]、人名ではない。
- 「タンウォン (단원)」は、画家である金弘道の号（「檀園」）であり[15]、（歌詞にある）「風俗図」を修飾する語句ではない。

## 評価と影響

### 歴史的事実の有無
歌詞に出てくる歴史的事実について、その真偽に関して以下のような議論がある。
- 義慈王の代で百済が滅んだ際に3000人の宮女が投身自殺したとする説は、その事実の有無は定まっていない。
- 文益漸がワタ（綿）の種子を密かに持ち帰ったとされる話は、事実とは違うという説がある。 文益漸の逸話よりも前から朝鮮半島にワタが存在したという記録が見つかって、ワタの種子を最初に筆の筒の中に隠して持ち帰ったという通説の信憑性は落ちたが、文益漸が持ってきたワタの種子は多収穫品種の在来種だったとする説もある。 また、密かに持ち帰ったわけではなくごく普通に運んだのであり、筆の筒に入れてという話は、後代の誇張か、政治工作だったのではないかという説もある。
- 歌詞に登場する李守一と沈順愛は、日本統治時代の 小説『長恨夢』の主人公たちであり、虚構の人物である[16]。
- 「黄金を石ころのように思え」というのは、（「崔瑩将軍のお言葉」という歌詞とは違い）崔瑩の父の遺言である。『高麗史』「崔瑩列伝」には、「崔瑩が年齢16歳の時、父が死に際に訓戒として「おまえは黄金を石ころのように見よ（如當見金如石）」と言い残した。崔瑩はこの戒めを心に深く大事に守り、財物に関心を持たず、住む家がみすぼらしくても満足して生き、衣服や食べ物を質素にして時には食糧に事欠く時もあった。」と記録されている。作詞したパク・イノは、歌詞の韻を合わせるためのものと説明している。
- 李完用は売国奴の代名詞であり、愛国と対比させたものである。

### パロディ
2002年、韓国でクポンスク・トリオ（キム・グラ (김구라)、ファン・ボンアル (황봉알)、ノ・スクジャ (노숙자)) が、歌詞を変えた「한국을 조진 100인의 개새끼들（韓国を台無しにした100人の馬鹿野郎たち）」を作った。編曲はチョ・ジナ (조지나)。
この曲の替え歌は、ほかにも様々なものが作られており、2004年には、国会総選挙直前に、ハンナラ党、民主党や自由民主連合など、野党の政治家を中傷する内容の「韓国を×にする×××たち」というタイトルの替え歌がインターネットに登場し、物議を醸した。2007年1月には、大統領選挙前に、大統領候補であった李明博など、ハンナラ党所属議員を揶揄する内容の替え歌がインターネットを通じ、急速に広まった。発端は、同月13日に「歴史学徒」を名乗るネチズンが、与党寄りに分類されるインターネット・ニュースサイト「サプライズ」に、「ハンナラ党を輝かせた108人の偉人たち」というタイトルで発表したものだとされている。2008年には、MBCのテレビ番組『無限に挑戦』の中で放送された替え歌について、パク・イノは原曲を汚したとして告訴したが、後に和解した。また、2011年には、インターネット上に掲出された「韓国を米国に売り払うFTAチャン・ソン議員名簿」という替え歌が公職選挙法に違反するのではないかと問題化した。